# Barranc de la Llagosta
El barranc de la Llagosta és un barranc del terme actual de Tremp, del Pallars Jussà i de l'antic d'Espluga de Serra, a l'Alta Ribagorça, situat a la vall del barranc de Miralles, al sud de la Serra de Sant Gervàs.
Neix al sud de la Pala del Teller, a mig aire de la Serra de Sant Gervàs, a l'Obaga de la Llagosta. S'aboca en el barranc de Miralles, a les Mosqueres.